# Caviphantes
Caviphantes Oi, 1960 è un genere di ragni appartenente alla famiglia Linyphiidae.

## Distribuzione
Le cinque specie oggi attribuite a questo genere sono state rinvenute nella regione olartica: l'unico endemismo, C. flagellatus proviene dalla Cina.
In Italia sono stati reperiti esemplari di C. saxetorum in Lombardia.

## Tassonomia
Considerato un sinonimo anteriore di Lessertiella Dumitrescu & Miller, 1962, da un lavoro sulla specie tipo Lessertiella dobrogica Dumitrescu & Miller, 1962, eseguito da Wunderlich nel 1979; è anche sinonimo anteriore di Maxillodens Zhu & Zhou, 1992, a seguito di uno studio sulla specie tipo Maxillodens flagellatus Zhu & Zhou, 1992, eseguito da Eskov & Marusik nel 1994.
A maggio 2011, si compone di cinque specie:
- Caviphantes dobrogicus (Dumitrescu & Miller, 1962) — dalla Romania all'Asia Centrale
- Caviphantes flagellatus (Zhu & Zhou, 1992) — Cina
- Caviphantes pseudosaxetorum Wunderlich, 1979 — dal Libano all'India, Nepal, Cina, Giappone
- Caviphantes samensis Oi, 1960[4] — Cina, Giappone
- Caviphantes saxetorum (Hull, 1916) — Regione olartica

### Specie trasferite
- Caviphantes glumaceus Gao, Fei & Zhu, 1992; trasferita al genere Bishopiana Eskov, 1988, con la denominazione Bishopiana glumacea (Gao, Fei & Zhu, 1992), a seguito di un lavoro degli aracnologi Eskov e Marusik del 1994.[1].